# Clementia av Catanzaro
Clementia av Catanzaro, född före 1145, död efter 1179, var regerande grevinna av Catanzaro på Sicilien från 1158. Hon spelade en ledande roll i de sicilianska baronernas uppror mot kungahuset 1160–1162.